# 2013년 도쿄도의회 의원 선거
2013년 도쿄도의회 의원 선거(일본어: 2013年東京都議会議員選挙)는 도쿄도의회 의원 127명을 선출하기 위해 2013년 6월 23일에 실시되었다.

## 개요
도쿄도의회 선거는 본래 통일지방선거의 일부로서 실시되었으나, 1965년의 의회 해산으로 선거 시기가 달라졌기 때문에 일본에서 이바라키현의회, 오키나와현의회와 함께 통일지방선거로 실시되지 않는 도도부현 의회 선거이다.
이전 2009년 선거에서 참패해 40년만에 도의회 제1당 자리를 민주당에 내준 자유민주당은 이번 선거에서 제1당 탈환을 목표로 하는 한편, 도의회 제1당인 민주당은 제1당 사수에 총력을 기울이는 선거가 되었다. 또한 일본유신회나 모두의 당 등의 제3정당이 약진할 수 있을지도 주목을 받았다.
이 선거가 치러지고 바로 다음 달인 7월에 제23회 참의원 의원 통상선거가 예정되어 있었기 때문에, 참의원 선거의 결과를 예상해볼 수 있는 전초전 성격도 띄고 있었다.

## 선거 정보

### 고시일
- 2013년 6월 14일

### 투표일
- 2013년 6월 23일

### 총 유권자 수
- 10,761,055명 (2013년 6월 2일 현재)

### 캐치프레이즈
- 너와 투표하는 선거 (キミと、投票する選挙)

### 선거 홍보 대사
- 고리키 아야메

### 의원 정수
- 총 127명

### 선거 제도
- 소선거구제, 2~8명을 선출하는 대선거구제

### 입후보자
의원 정수 127명에 대하여 253명이 입후보했다. 직전 선거인 2009년 선거 때의 221명과 비교해 32명이 증가했다.

#### 정당별 입후보자 수
| 정당                 | 입후보자 수 | 현직·전직·신규 후보 여부 | 현직·전직·신규 후보 여부 | 현직·전직·신규 후보 여부 |
| 정당                 | 입후보자 수 | 현직                     | 전직                     | 신규                     |
| -------------------- | ----------- | ------------------------ | ------------------------ | ------------------------ |
| 민주당               | 44          | 39                       | 0                        | 5                        |
| 자유민주당           | 59          | 34                       | 6                        | 19                       |
| 공명당               | 23          | 23                       | 0                        | 0                        |
| 일본공산당           | 42          | 6                        | 5                        | 31                       |
| 일본유신회           | 34          | 3                        | 3                        | 28                       |
| 도쿄 생활자 네트워크 | 5           | 2                        | 0                        | 3                        |
| 모두의 당            | 20          | 1                        | 0                        | 19                       |
| 생활의 당            | 3           | 0                        | 1                        | 2                        |
| 사회민주당           | 1           | 0                        | 0                        | 1                        |
| 녹색 바람            | 1           | 0                        | 0                        | 1                        |
| 기타 정당            | 4           | 0                        | 1                        | 3                        |
| 무소속               | 17          | 3                        | 0                        | 14                       |
| 합계                 | 253         | 111                      | 16                       | 126                      |

## 선거 결과
| 정당               | 정당                 | 득표수     | %      | 선거 전 의석 | 획득 의석 | 의석 증감 |
| ------------------ | -------------------- | ---------- | ------ | ------------ | --------- | --------- |
|                    | 자유민주당           | 1,633,303  | 36.04  | 39           | 59        | 20        |
|                    | 공명당               | 639,160    | 14.10  | 23           | 23        | 보합      |
|                    | 일본공산당           | 616,721    | 13.61  | 8            | 17        | 9         |
|                    | 민주당               | 690,622    | 15.24  | 43           | 15        | 28        |
|                    | 모두의 당            | 311,278    | 6.87   | 1            | 7         | 6         |
|                    | 도쿄 생활자 네트워크 | 94,239     | 2.08   | 2            | 3         | 1         |
|                    | 일본유신회           | 374,109    | 8.25   | 3            | 2         | 1         |
|                    | 사회민주당           | 12,948     | 0.29   | 0            | 0         | 보합      |
|                    | 생활의 당            | 9,563      | 0.21   | 0            | 0         | 보합      |
|                    | 녹색 바람            | 6,463      | 0.14   | 0            | 0         | 보합      |
|                    | 기타 정당            | 25,421     | 0.56   | 0            | 0         | 보합      |
|                    | 무소속               | 118,450    | 2.61   | 6            | 1         | 5         |
| 무효/기권          | 무효/기권            | 74,320     | –      |              |           |           |
| 합계               | 합계                 | 4,606,599  | 100.00 |              |           |           |
| 등록 유권자/투표율 | 등록 유권자/투표율   | 10,589,228 | 43.50  |              |           |           |
| 출처 :             |                      |            |        |              |           |           |

선거 결과 자유민주당과 공명당은 공천한 모든 후보자가 당선되는 압승을 거두며 자민당은 도의회 제1당 자리를 탈환, 공명당과 의석을 합쳐 82석으로써 도의회 과반수 의석을 차지했다.
한편 지금까지 제1당이었던 민주당은 17석을 얻은 일본공산당보다도 적은 15석을 얻어 참패하며 제4당으로 전락했다. 특히 민주당은 8석이나 걸린 세타가야구 선거구에서 단 한 석도 얻지 못했다.
일본공산당은 모든 선거구에 후보를 공천하여 선거 전 8석에서 17석으로 의석을 늘리며 약진했다. 특히 정수 4명 이상의 선거구에서는 출마한 모든 후보자가 당선됐다. 이 결과 민주당보다도 많은 의석을 차지하여 도의회 제3당이자 제1야당으로 올라섰다.
한편 도쿄도의회 선거에 처음 나서는 일본유신회는 총 34명의 후보자를 공천, 전직 도쿄도지사이자 일본유신회 공동 대표인 이시하라 신타로가 직접 선거 운동을 지원했으나, 공동 대표였던 하시모토 도루와 이시하라 간의 역사관 차이로 인한 당내 갈등과 하시모토의 위안부 관련 발언 등에 대한 논란으로 크게 고전하여 2석에 머물렀다.
또한 20명을 공천한 모두의 당은 선거 전 1석에서 7석으로 의석을 크게 늘렸다.